# Karin Östergren
Karin Linnea Östergren, född Frölander 4 juli 1924 i Idenors församling i Gävleborgs län, död 20 november 2010 i Leksand, var en svensk sjuksköterska och politiker (folkpartist). Hon var ersättare i Sveriges riksdag för Kopparbergs läns valkrets en kortare period 1987.